# Joan Mary Ruddock

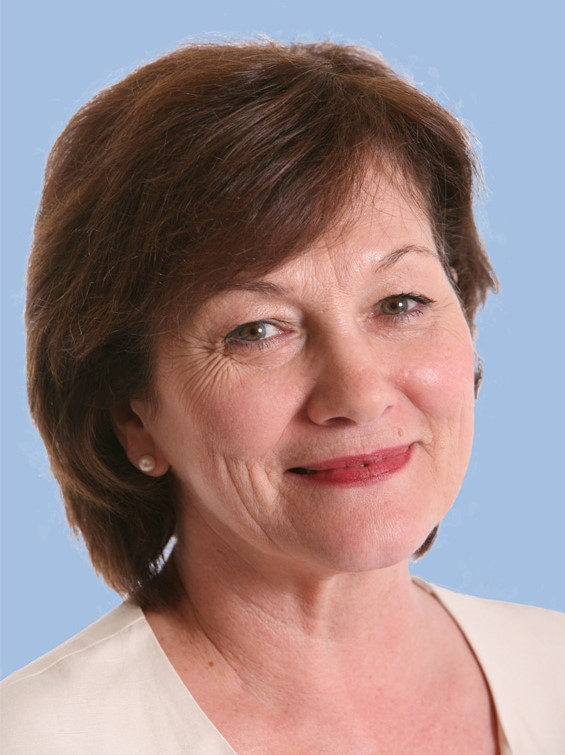
Joan Mary Ruddock (2007)

Dame Joan Mary Ruddock, DBE (* 28. Dezember 1943 in Pontypool) ist eine walisische Politikerin der Labour Party und ehemalige Vorsitzende der Campaign for Nuclear Disarmament.

## Biografie
Nach der Schulausbildung in Wales absolvierte sie ein Studium am Imperial College London. Anschließend war sie von 1968 bis 1973 zunächst Mitarbeiterin der nationalen Kampagne gegen Obdachlosigkeit „Shelter“, ehe sie anschließend bis 1977 Direktorin einer Hilfszentrums für Wohnungssuchende in Oxford war. Danach war sie von 1977 bis 1981 Beraterin für arbeitslose Jugendliche bei der Manpower Services Commission (MSC), einer Behörde des Arbeitsministeriums zur Koordinierung der Fortbildung und Beschäftigung von Arbeitskräften.
1981 wurde sie dann Vorsitzende der Campaign for Nuclear Disarmament (CND) und behielt dieses Amt bis 1985. 1987 wurde sie als Kandidatin der Labour Party zur Abgeordneten des Unterhauses gewählt. Unmittelbar danach gehörte sie bereits zu den führenden Oppositionspolitikern („Frontbencher“) ihrer Partei. In der Regierung von Premierminister Tony Blair war sie 1997 bis 1998 kurzzeitig Juniorminister im Frauenministerium.
Unter Premierminister Gordon Brown kehrte sie im Juni 2007 in die Regierung zurück und wurde von diesem zur Parlamentarischen Unterstaatssekretärin im Ministerium für Umwelt, Ernährung und Landwirtschaft (Department for Environment, Food and Rural Affairs) ernannt. Als solche war sie zuständig für Artenvielfalt, Klimawandel, Abfallwirtschaft sowie Forstwirtschaft. Im Oktober 2008 wechselte sie als Parlamentarische Unterstaatssekretärin mit der gleichen Zuständigkeit in das neugeschaffene Ministerium für Energie und Klimawandel (Department of Energy and Climate Change). Im Juni 2009 wurde sie schließlich im Rahmen einer erneuten Regierungsumbildung Staatsministerin dieses Ministeriums und ist als solche zuständig für die Energiepolitik.
Ruddock ist mit dem Abgeordneten Frank Doran verheiratet.

## Veröffentlichungen
- The CND Story, 1983
- CND Scrapbook, 1987
- Voices for One World, 1988